# Квінз-коледж
Квінз-коледж (QC) — це державний коледж у районі Квінз міста Нью-Йорк. Квінз-коледж, що входить до системи Міського університету Нью-Йорка, займає кампус площею 80 акрів (32 га), розташований переважно у Флашинзі.
Квінз-коледж був заснований у 1937 році та пропонує ступені бакалавра за понад 70 спеціальностями, аспірантуру за понад 100 програмами та сертифікатами, понад 40 прискорених магістерських програм, 20 докторських ступенів через Випускний центр CUNY та низку програм підвищеного рівня сертифікатів. Випускники та викладачі навчального закладу, такі як Артуро О'Фаррілл та Джеррі Сайнфельд, отримали понад 100 номінацій на премію «Греммі».
Коледж організований у сім шкіл. Він змагається у другому дивізіоні NCAA та спонсорує 15 чоловічих та жіночих університетських команд, які мають право на чемпіонат.